# 钟承奎
钟承奎（1958年11月6日—），安徽肥西人，南京大学教授。

## 生平
1982年毕业于安徽师范大学数学系，1985年于兰州大学获硕士学位，1988年于兰州大学获博士学位。博士毕业后在兰州大学作博士后研究，两年后出站留兰州大学工作，曾任兰州大学数学与统计学院院长、教务处处长。2009年调入南京大学，任数学系教授、博士生导师。

## 学术贡献
长期从事非线性泛函分析与无穷维动力系统的研究。主持国家自然科学基金重点项目、教育部“跨世纪优秀人才培养计划”项目等课题多项。所主编的研究生教材《非线性泛函分析引论》，已在全国多所高校使用。

## 奖项
1998年获甘肃省科技进部二等奖，2007年获甘肃省自然科学一等奖。

## 社会兼职
中国数学会常务理事，国家自然科学基金委数理学部评审专家，教育部科技委数理学部委员，教育部高校教学指导委员会数学类专业教学指导分委员会委员。